# Ваграмашен
Церква Ваграмашен, також Церква Амберда (вірм. Վահրամաշեն եկեղեցի) — церква у Арагацотнському районі Вірменії, близько гори Арагац.

## Історія
Церква Ваграмашен була заснована в XI столітті поблизу Вірменської фортеці Амберд, що знаходиться на схилі гори Арагац. Фортеця і церква стоять на скелястій місцевості, поруч протікають річки Амберд та Аркаша. В X столітті споруди належали князям Пахлавуні, а в 1236 р. вони були спалені монголами, і після цього їх не перебудовували.
Згідно з деякими даними церква і фортеця, як і інші довколишні пам'ятки, були засновані Ашотом Залізним.

## Фотогалерея

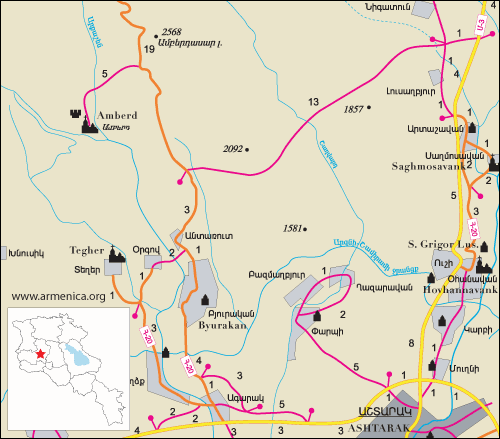
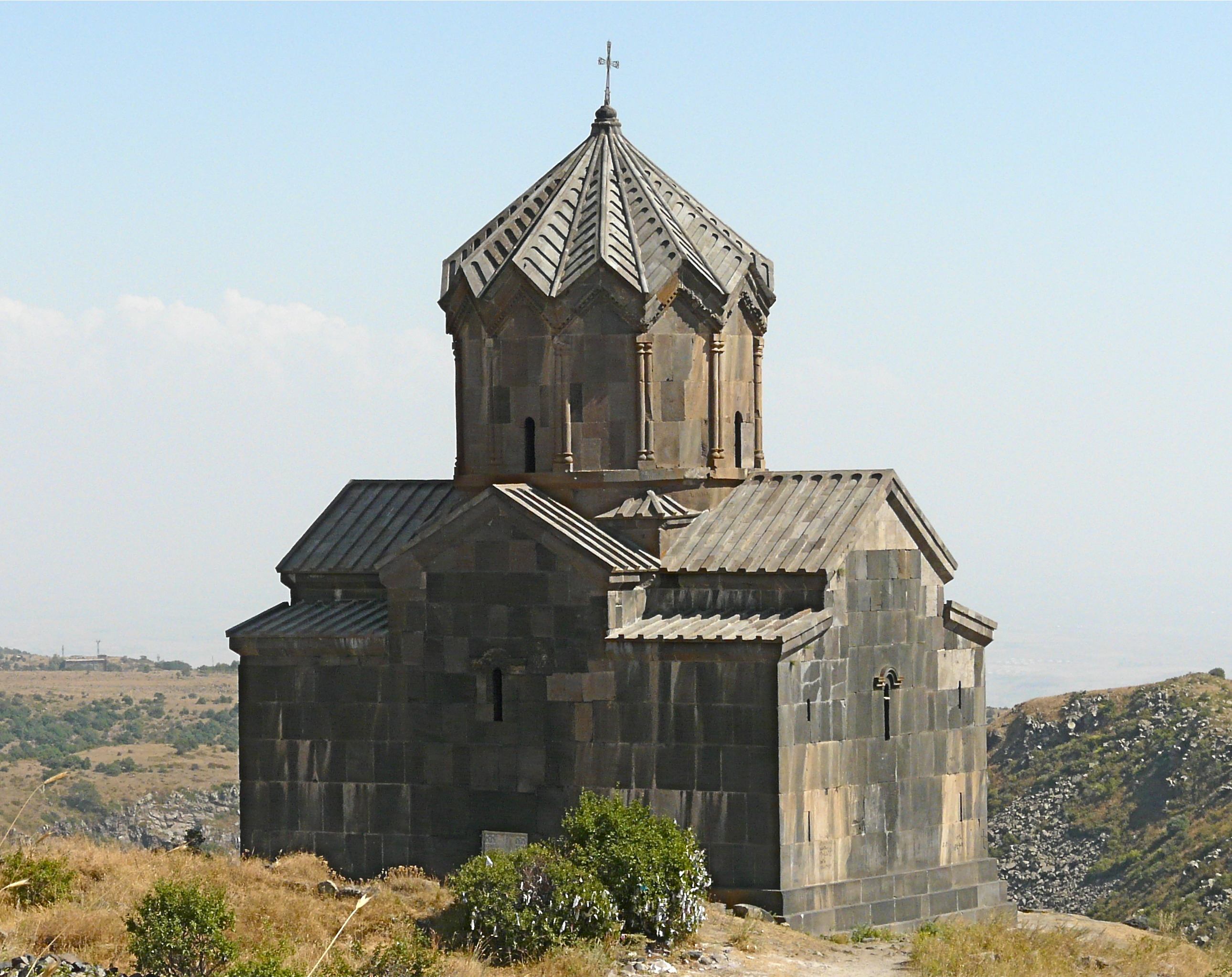
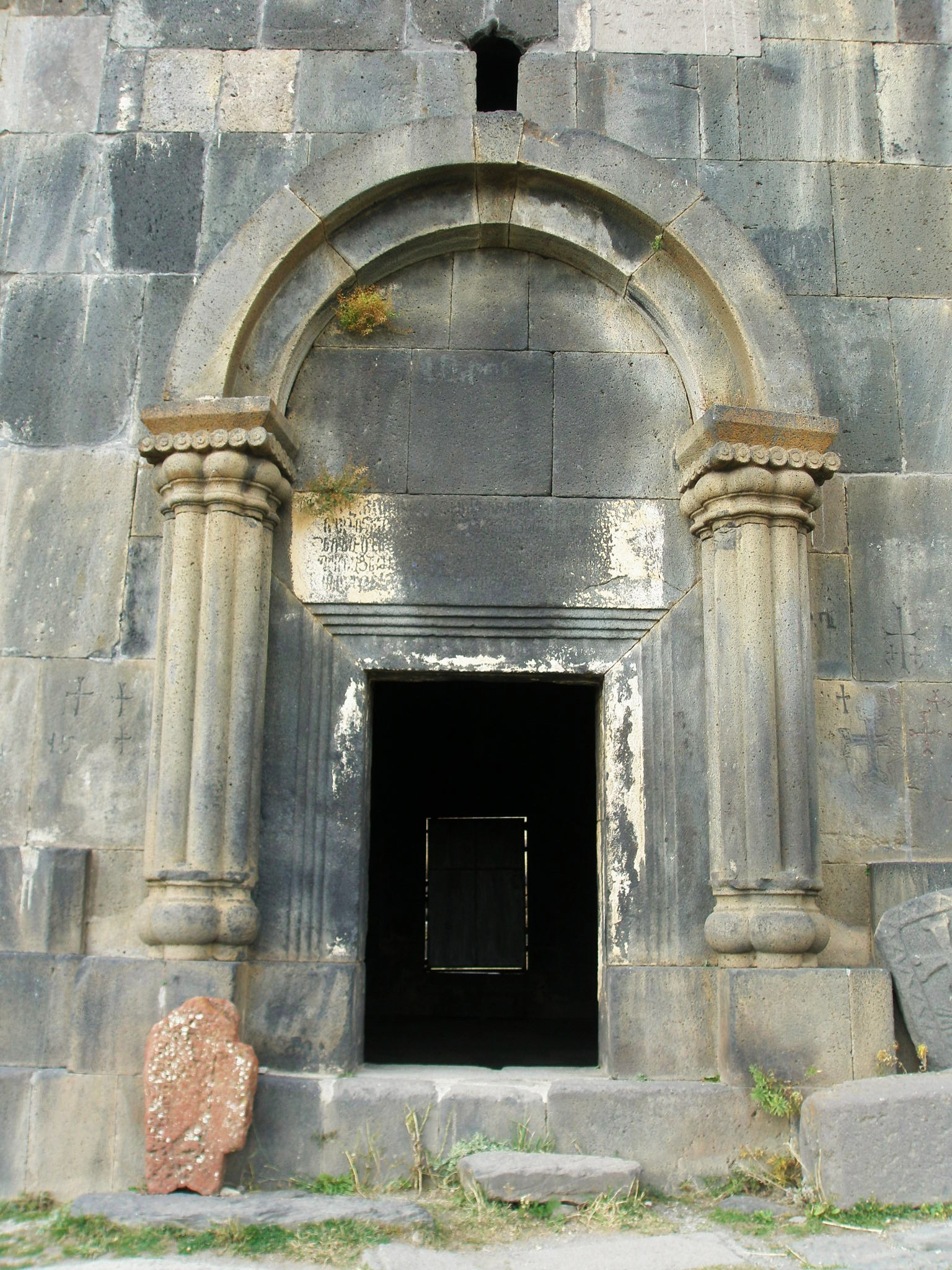
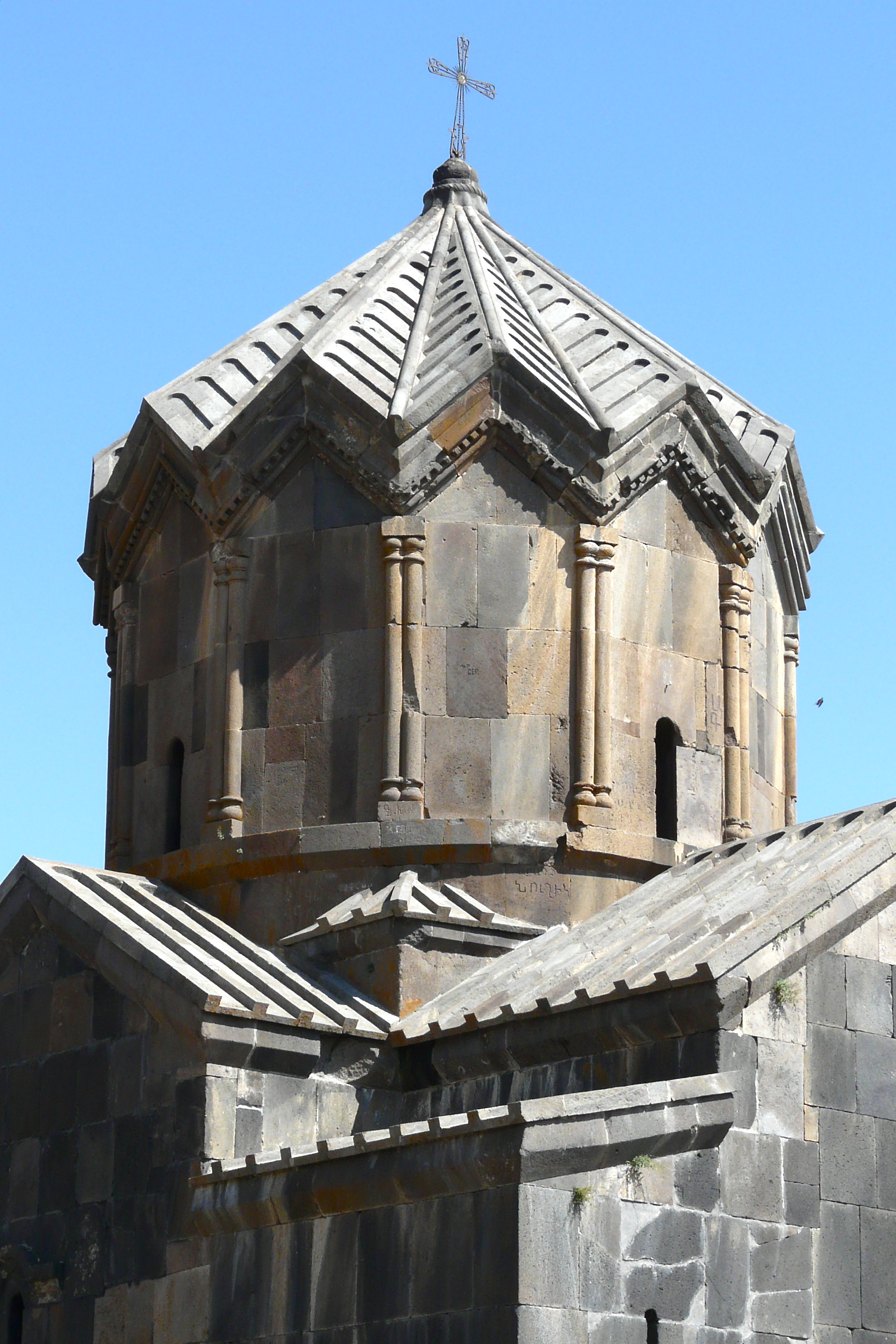
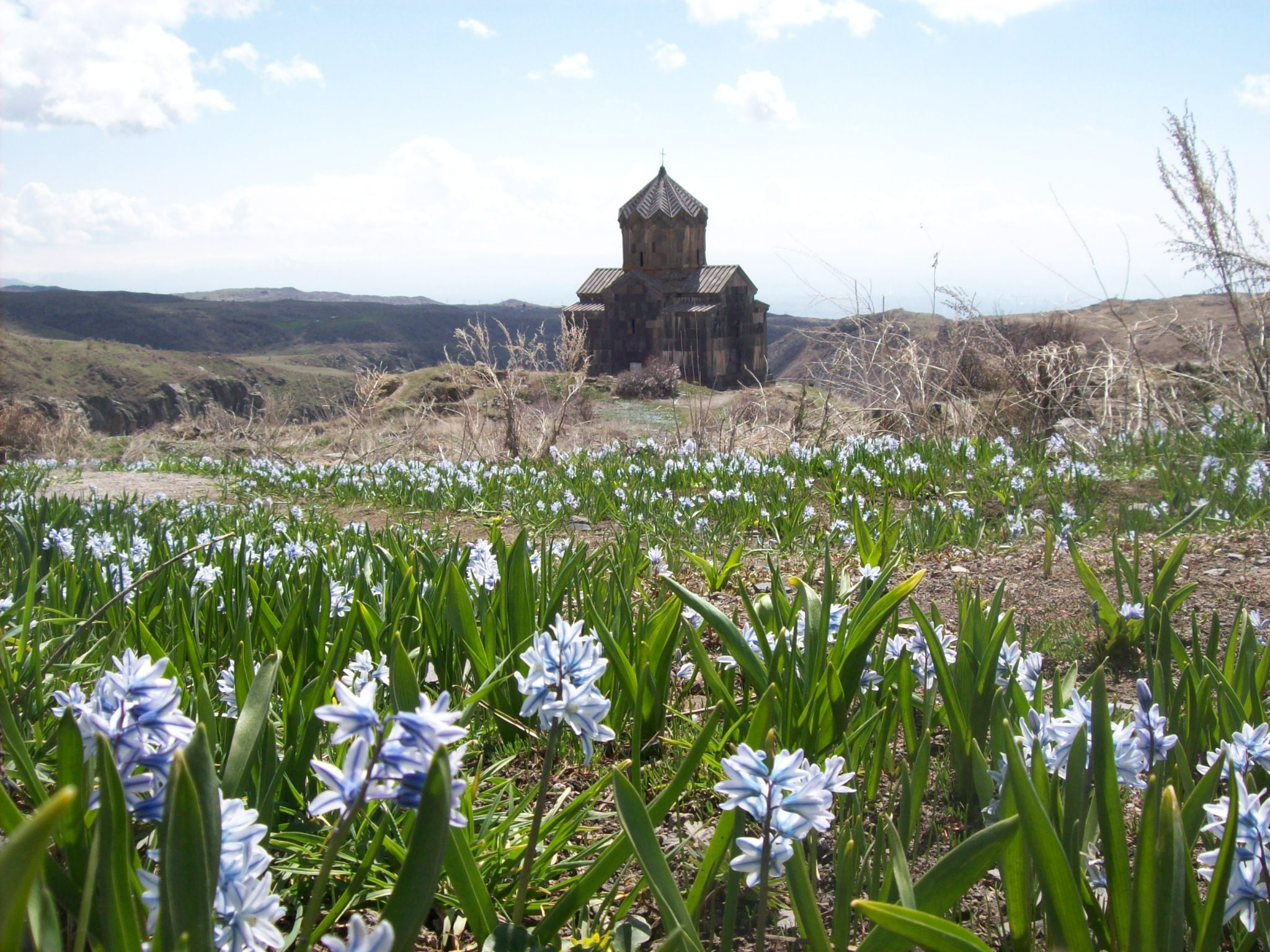